# Belle e pericolose
Belle e pericolose (Dangerous Curves) è una serie televisiva statunitense in 34 episodi trasmessi per la prima volta nel corso di 2 stagioni dal 1992 al 1993.
È una serie poliziesca incentrata sui casi affrontati da due sexy investigatrici private di Dallas, Gina McKay e Holly Williams.

## Trama
Gina McKay (Lise Cutter) e Holly Williams (Michael Michele) sono due ex agenti di polizia cacciate per insubordinazione, che lavorano per il servizio di sicurezza del Personal Touch di Dallas, che ha il compito di proteggere le persone da criminali. All'inizio della serie il loro capo era prima Marina Bonnelle (Diane Bellego) e poi Alexandre Dorleac (François-Éric Gendron) e per di più viene inserito anche Ozzie Bird (Greg McKinney) ex amante di Gina.

## Personaggi e interpreti

### Personaggi principali
- Gina McKay (stagioni 1-2), interpretata da Lise Cutter.
- Holly Williams (stagioni 1-2), interpretata da Michael Michele.
- Marina Bonnelle, interpretata da Diane Bellego.
È la direttrice della Personal Touch, l'agenzia di investigazioni private. Viene trasferita dopo poche puntate e sostituita da Alexandre Dorleac.
- Ozzie Bird (stagioni 1-2), interpretato da Greg McKinney.
È il sergente della polizia che funge da contatto con Gina e Holly.
- Alexandre Dorleac (stagioni 1-2), interpretato da François-Éric Gendron.
È il nuovo direttore dell'agenzia. Utilizza la società come copertura per catturare criminali internazionali.

### Personaggi secondari
- Detective Ralph Marty (stagioni 1-2), interpretato da Aaron Chadwick.
- Maggie (stagioni 1-2), interpretata da Ellen Locy.
- Jake Carruthers (stagioni 1-2), interpretato da Blue Deckert.
- Carl Wetlock (stagioni 1-2), interpretato da Woody Watson.
- Cleo Porter (stagioni 1-2), interpretata da Jamie Austin.
- Hillery Broderick (stagioni 1-2), interpretata da Angie Bolling.
- Karen Harwillig (stagioni 1-2), interpretata da Helen Cates.
- Angela Kent (stagioni 1-2), interpretata da Melissa Deleon.
- Helen (stagioni 1-2), interpretata da Cynthia Dorn.
- Linda Oldes (stagioni 1-2), interpretata da Nancy Drotning.
- Frank Harwillig (stagione 2), interpretato da John P. Fertitta.
- Tony Maggiore (stagione 2), interpretato da David Harrod.
- Michael Greyson (stagione 2), interpretato da Bob Hess.
- Michael Dunlow (stagione 2), interpretato da Bill Jenkins.
- Helen (stagione 2), interpretata da Barri Murphy.
- Bruder Larry (stagione 2), interpretato da Marco Perella.
- Calvin Hunt (stagione 2), interpretato da Bob Reed.
- Jeri Scott (stagione 2), interpretata da Tracy Spaulding.
- Marie (stagione 2), interpretata da Mary Chris Wall.
- Harrison Parks (stagione 1), interpretato da John S. Davies.
- David Larkin (stagione 1), interpretato da Jerry Leggio.
- Ray Kiley (stagione 1), interpretato da Sean McGraw.
- Denise (stagione 1), interpretata da Dru Mouser.
- F.T. Sears (stagione 1), interpretato da Mark Nutter.
- Myrna Lust (stagione 1), interpretata da Bethany Wright.
- Lisa Raines (stagione 2), interpretata da Tasha Auer.

## Produzione
La serie, fu ideata e prodotta da Leonard Katzman e David Paulsen (produttori di Dallas) e girata a Dallas. Tra le guest star compare il cantante Larry Poindexter.

### Registi
Tra i registi della serie sono accreditati:
- Carlos Gil in 2 episodi (1992)
- Hervé Hachuel in 2 episodi (1992)
- David Paulsen
- Ron Satlof

### Sceneggiatori
Tra gli sceneggiatori della serie sono accreditati:
- Les Weldon in un episodio (1992)
- Leonard Katzman
- David Paulsen
- Fabrice Ziolkowski

## Distribuzione
La serie fu trasmessa negli Stati Uniti dal 26 febbraio 1992 al 19 maggio 1993 sulla rete televisiva CBS. In Italia è stata trasmessa su Italia 1 con il titolo Belle e pericolose.
Alcune delle uscite internazionali sono state:
- negli Stati Uniti il 26 febbraio 1992 (Dangerous Curves)
- in Spagna (Curvas peligrosas)
- in Svezia (Farliga kurvor)
- in Germania (Scharfe Waffen - Heiße Kurven)
- in Finlandia (Vaaralliset kurvit)
- in Italia (Belle e pericolose)

## Episodi
| Stagione         | Episodi | Prima TV USA | Prima TV Italia |
| ---------------- | ------- | ------------ | --------------- |
| Prima stagione   | 12      | 1992         | 1995            |
| Seconda stagione | 22      | 1992-1993    | 1995            |